# سیارک ۲۵۰۴۲
سیارک ۲۵۰۴۲ (به انگلیسی: 25042 Qiujun، نامگذاری:1998QN42) بیست و پنج هزار و چهل و دومین سیارک کشف شده‌است که در ۱۷ اوت ۱۹۹۸ کشف شد.
قدر مطلق سیارک برابر ۱۹.۵ است.